# کوسه خاربته‌ای
کوسه خاربته‌ای (نام علمی: Echinorhinus brucus) نام یک گونه از راسته خاردارکوسه‌سانان است.